# Diriomo
Diriomo è un comune del Nicaragua facente parte del dipartimento di Granada.